# ويلسون تشارلز
ويلسون تشارلز (بالإنجليزية: Wilson Charles)‏ هو منافس ألعاب قوى أمريكي، ولد في 4 أبريل 1908 في دي بير في الولايات المتحدة، وتوفي في 6 يونيو 2006 في فينيكس في الولايات المتحدة.

## وصلات خارجية
- ويلسون تشارلز على موقع أوليمبيديا (الإنجليزية)